# Resolución 1921 del Consejo de Seguridad de las Naciones Unidas
La resolución 1921 del Consejo de Seguridad de las Naciones Unidas, aprobada por unanimidad el 12 de mayo de 2010, decidió prorrogar el mandato de la Misión de las Naciones Unidas en Nepal (UNMIN) hasta el 15 de septiembre de 2010, exhortando a las partes implicadas en el conflicto nepalí a concluir los aspectos pendientes del proceso de paz para que la UNMIN se retirara, a más tardar, antes de que expirase su nuevo mandato. Recordando las resoluciones anteriores número 1909 (2010), 1879 (2009), 1864 (2009), 1825 (2008), 1796 (2008) y 1740 (2007); los acuerdos de paz entre el Gobierno de Nepal y el Partido Comunista de Nepal (Maoísta) del 21 de noviembre de 2006; y observando que la fecha última para promulgar una nueva constitución democrática en el país era el 28 de mayo de 2010; el Consejo de Seguridad expresó su preocupación por la ausencia de un consenso entre los partidos políticos nepalíes para alcanzar su promulgación antes del plazo acordado, al tiempo que les exhortó a agilizar las negociaciones y aprovechar los conocimientos de la UNMIN para concluir el proceso de paz.